# Bledius forcipatus
Bledius forcipatus är en skalbaggsart som beskrevs av Leconte 1863. Bledius forcipatus ingår i släktet Bledius och familjen kortvingar. Inga underarter finns listade i Catalogue of Life.